# 罗伯济
罗伯济，又名罗类思（Bishop Lodovico Maria (dei Conti) Besi，1805年10月16日—1871年9月8日），天主教山东宗座代牧区首任主教，天主教南京教区署理主教。

## 生平
1805年10月16日出生于意大利维罗纳，伯爵。1829年4月4日晋升神父。1833年前往中国传教，1834年抵达澳门后，潜往湖广地区秘密传教。
1839年9月3日，罗马教廷将山东省由北京教区分出，成立山东宗座代牧区，任命罗伯济为首任主教。当时，最后一任南京教区正权主教毕学源于1838年去世，南京主教空缺。因此，罗伯济主教受命署理南京教区。1841年3月14日罗伯济由艾若亚敬祝圣。
当时山东省仅有西北边境运河一带有一些老教徒保持了天主教信仰。罗伯济在武城县十二里庄（今属河北省故城县）设立了主教公署和修院。罗伯济将山东教务交由江类思助理主教。
当时南京教区的天主教徒主要集中在松江府农村，罗伯济将主教府设在浦东的天主教村庄金家巷。自1842年起，耶稣会巴黎省会传教士南格禄、艾方济、李秀芳陆续秘密到达浦东，协助罗伯济传教。他们在松江张朴桥创办圣母无玷圣心修道院。1847年，耶稣会神父在靠近徐光启坟墓的村落徐家汇建立了基地，并开办了孤儿院。
1846年道光皇帝弛禁天主教，返还被没收的天主教教产。罗伯济在上海城外得到董家渡和洋泾浜两块土地。1847年11月21日，罗伯济在董家渡为新主教座堂奠基，当夜即离开上海，返回欧洲。1848年7月9日，罗伯济主教辞职，山东的助理主教江类思继任山东宗座代牧主教，南京的助理主教赵方济继任南京教区主教，并完成了董家渡主教座堂。当时南京教区有4750名信徒。1850年任驻阿根廷宗座代表。
1871年9月6日，罗伯济病故，年65岁。